# 贝恩卡斯特尔-维特利希县
贝恩卡斯特尔-维特利希县（德語：Landkreis Bernkastel-Wittlich）是德国莱茵兰-普法尔茨州的一个县，首府维特利希。

## 地理
贝恩卡斯特尔-维特利希县北面与艾费尔火山县和科赫姆-采尔县，东面与莱茵-洪斯吕克县，东南面与比肯费尔德县，西南面与特里尔-萨尔堡县，西面与比特堡-普吕姆艾费尔山县相邻。贝恩卡斯特尔-维特利希县是莱茵兰-普法尔茨州面积第二大的县，仅次于比特堡-普吕姆艾费尔山县。